# Vue du Cannet
Vue du Cannet est un tableau réalisé par le peintre français Pierre Bonnard en 1925 ou 1927. Cette huile sur toile aux dimensions d'un carré est un paysage urbain qui représente Le Cannet, dans les Alpes-Maritimes, aperçu entre des palmiers. Partie des collections du musée d'Orsay, à Paris, l'œuvre se trouve depuis 2011 en dépôt au musée Bonnard, dans la ville que l'artiste a peinte. D'autres peintures à la composition picturale comparable se trouvent ailleurs en France, par exemple Le Cannet à la Fondation Bemberg, à Toulouse.

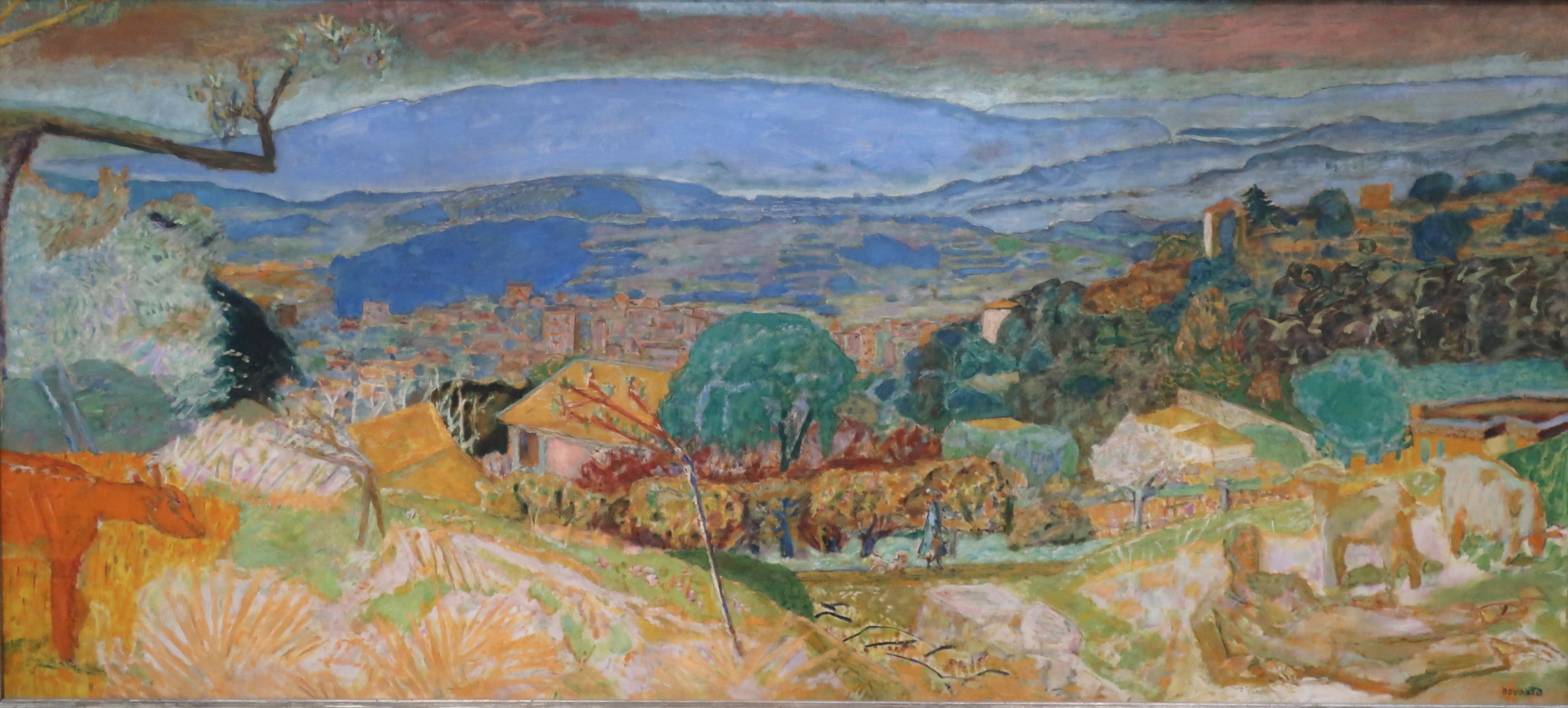
Paysage au Cannet, 1928 – Musée d'Art Kimbell, Fort Worth.
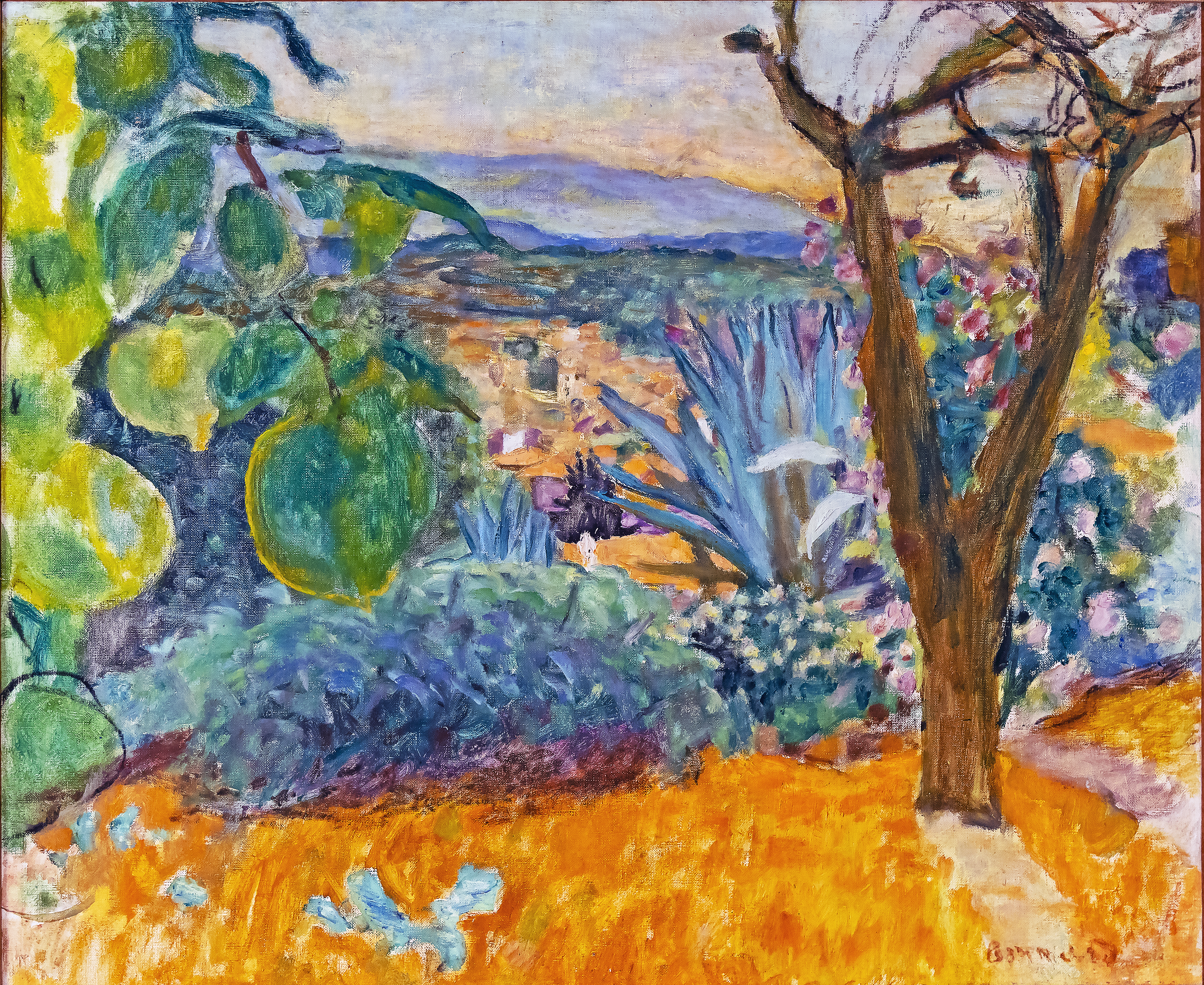
Le Cannet, 1930 – Fondation Bemberg, Toulouse.